# Фрикке, Густав Адольф
Густав Адольф Фрикке (22 августа 1822, Лейпциг — 30 марта 1908, там же) — германский протестантский богослов, священник и философ. Был профессором в университетах Киля и Лейпцига и придерживался ортодоксального направления в лютеранстве. С 1875 по 1900 го состоял президентом Общества Густава-Адольфа.

## Биография
Густав Адольф Фрикке родился в семье лейпцигского художника-портретиста. Учился в школе св. Фомы в родном городе, затем изучал богословие, филологию и философию в Лейпцигском университете. В 1846 году получил степени доктора философии и одновременно доктора богословия, и впоследствии защитился по обеим дисциплинам. С 1846 по 1849 год был приват-доцентом в университете. В 1849 году стал экстраординарным профессором богословия и философии, с 1851 года — ординарным профессором догматического богословия в Университете Киля; вернулся в 1865 году как оберкатехет церкви Святого Петра в Лейпциге и с 1867 года вновь преподавал на богословском факультете Лейпцигского университета в звании профессора новозаветных исследований. Был известен как противник школе Альбрехта Ричля. В 1872/1873, 1879/1880, 1887/1888 и 1895/1896 учебных годах избирался деканом богословского факультета.
Фрикке был членом синода Евангелическо-лютеранской церкви Саксонии, а также представителем Лейпцигского университета в Первой палате саксонского ландтага; в 1866 году участвовал в Австро-прусско-итальянской войне как пробст саксонских частей. Состоял также председателем Мейсенской конференции, в 1875—1900 годах входил в руководство Общества Густава Адольфа, до 1887 года был пастором лейпцигской церкви Святого Петра. С 1890 года был домхерром Мейсена. В 1892 году стал почётным гражданином Лейпцига.
Кроме многочисленных проповедей, наиболее известны следующие его сочинения: «Kirchengeschichte der ersten acht Jahrhunderts» (1850); «Der paulinische Grundbegriff der σικάιοδύνη θεοΰ» (1888).